# Thomas Greiss
Thomas Greiss (ur. 29 stycznia 1986 w Füssen) – niemiecki hokeista, reprezentant Niemiec, dwukrotny olimpijczyk.

## Kariera
- EV Füssen U20 1999 (2002-2002)
- Kölner EC U18 (2002-2004)
- Kölner Haie (2002-2006)
  -  EV Regensburg (2005)
- Worcester Sharks (2006-2009, 2012)
- Fresno Falcons (2007)
- San Jose Sharks (2008,2010)
- Brynäs (2010-2011)
- San Jose Sharks (2011-2013)
  -  Hannover Scorpions (2012-2013)
- Phoenix Coyotes (2013-2014)
- Pittsburgh Penguins (2014-2015)
- New York Islanders (2015-2020)
- Detroit Red Wings (2020-2022)
- St. Louis Blues (2022-2023)

Wychowanek klubu EV Füssen. Następnie kilka lat grał w Kolonii w lidze DEL do 2006. W międzyczasie w drafcie NHL z 2004 został wybrany przez San Jose Sharks. W USA wyjechał w 2006 i początkowo grał głównie w zespole farmerskim w lidze AHL. W NHL w drużynie Rekinów zadebiutował w styczniu 2008 i przez pierwsze lata grał nieregularnie. W tym czasie w sezonie 2010/2011 został przekazany do Brynäs w szwedzkich rozgrywkach Elitserien, a po powrocie w lipcu 2011 przedłużył kontrakt z San Jose o dwa lata. Od listopada 2012 wymczasowo na okres lokautu w sezonie NHL (2012/2013) związał się z niemieckim klubem Hannover Scorpions. W lipcu 2013 został zawodnikiem Phoenix Coyotes, związany rocznym kontraktem. Od lipca 2014 zawodnik Pittsburgh Penguins. Od lipca 2015 zawodnik New York Islanders. Pod koniec stycznia 2017 przedłużył kontrakt o trzy lata. W październiku 2020 przeszedł do Detroit Red Wings, podpisując dwuletni kontrakt. W lipcu 2022 przeszedł do St. Louis Blues.
Uczestniczył w turniejach mistrzostw świata 2006 (Dywizja I), 2016, 2017 (Elita), zimowych igrzysk olimpijskich 2006, 2010. W barwach zespołu Europy brał udział w turnieju Pucharu Świata 2016.
W lipcu 2023 ogłosił koniec swojej kariery sportowej.

## Sukcesy
Reprezentacyjne

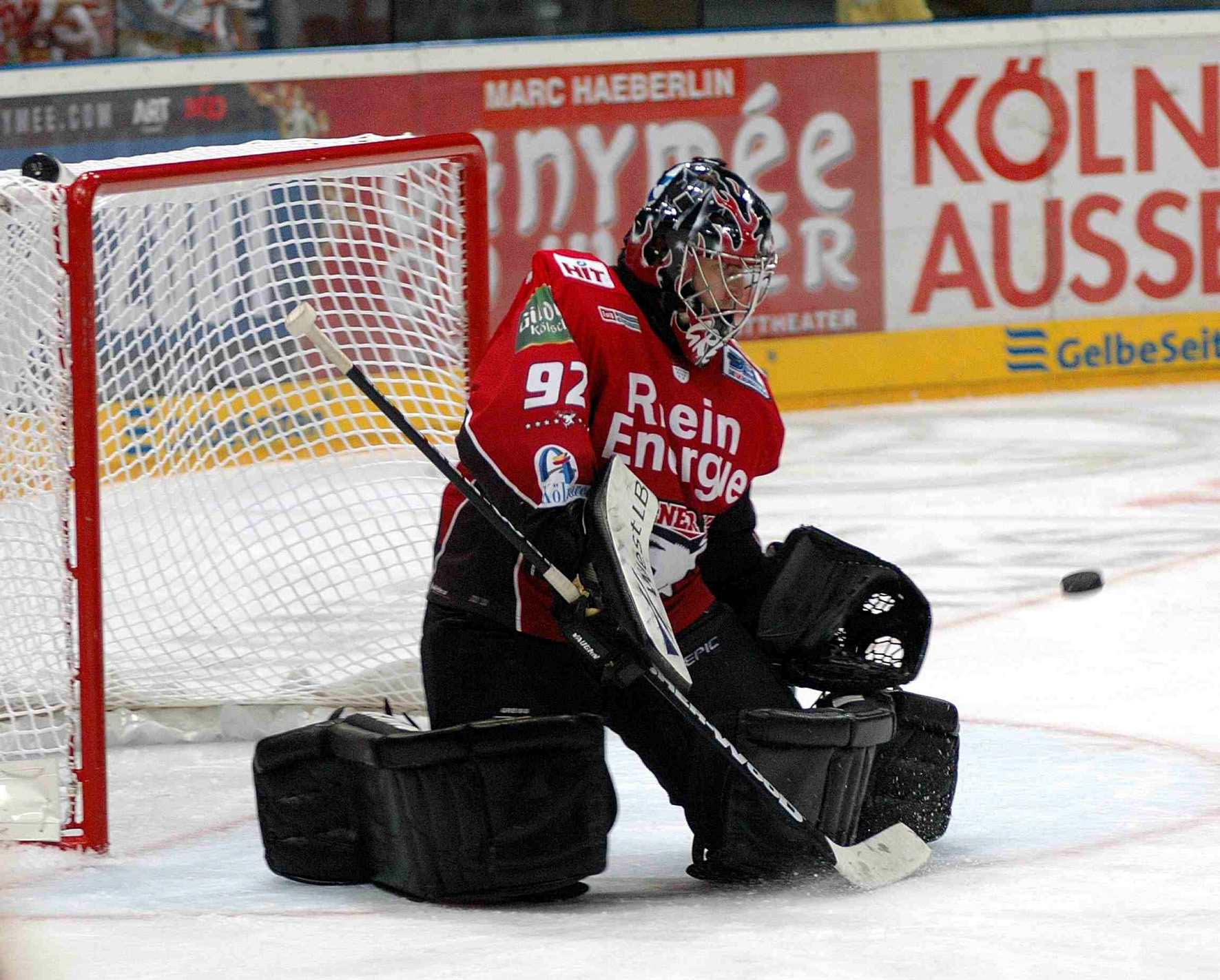
Thomas Greiss w barwach Kölner Haie

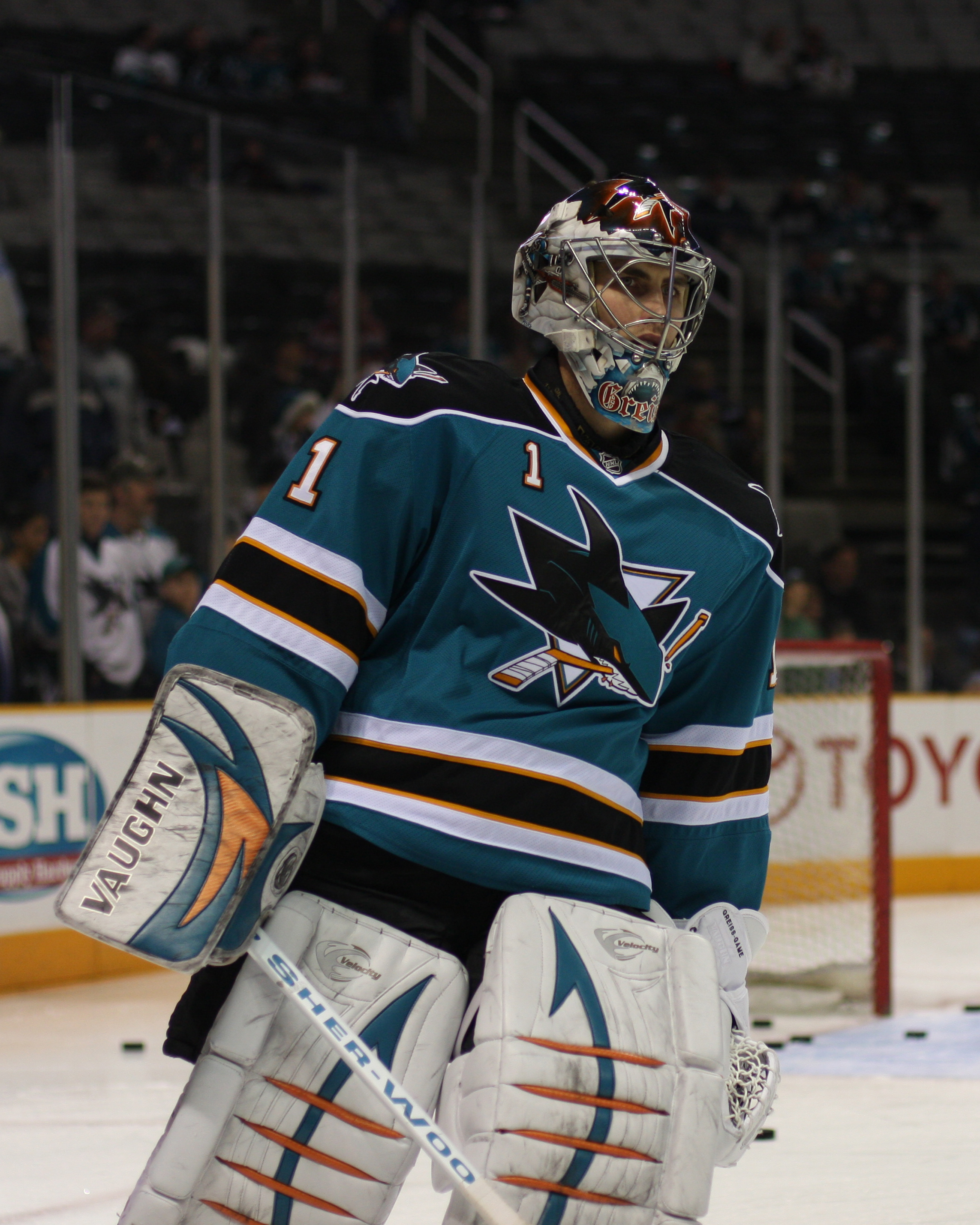
Thomas Greiss w barwach San Jose Sharks

- Awans do MŚ do lat 18 Dywizji I: 2004
- Awans do MŚ do lat 20 Dywizji I: 2004
- Awans do MŚ Elity: 2006
- Finał Pucharu Świata: 2016 z kadrą Europy

Klubowe
- Puchar Niemiec: 2004 z Kölner Haie
- Mistrzostwo dywizji NHL: 2010 z San Jose Sharks

Indywidualne
- MŚ do lat 20 Dywizji IA w 2006:
  - Pierwsze miejsce w klasyfikacji średniej goli straconych na mecz w turnieju: 0,50
  - Pierwsze miejsce w klasyfikacji skuteczności interwencji w turnieju: 97,8%
- DEL (2005/2006):
  - Mecz Gwiazd DEL
- AHL (2006/2007):
  - Najlepszy zawodnik tygodnia - 25 marca 2007
- Mistrzostwa Świata w Hokeju na Lodzie 2016/Elita:
  - Jeden z trzech najlepszych zawodników reprezentacji w turnieju[10]